# Hatching - La forma del male
Hatching - La forma del male (Pahanhautoja) è un film horror del 2022 diretto da Hanna Bergholm e scritto da Ilja Rautsi. È stato presentato in anteprima al Sundance Film Festival 2022 il 23 gennaio 2022, e distribuito in contemporanea nelle sale e in streaming il 29 aprile 2022. Ha vinto il Grand Prix e il Prix du Jury Jeunes al Festival international du film fantastique de Gerardmer 2022.

## Trama
La dodicenne Tinja è costretta a praticare ginnastica dalla madre, un'ex pattinatrice divenuta influencer che gestisce un popolare blog incentrato sullo stile di vita della sua famiglia, composta anche dal padre e dal giovane figlio Matias. Un giorno, un corvo fa irruzione nel soggiorno volando attraverso la finestra e la madre gli spezza il collo dopo che Tinja l'ha catturato. Quella notte, la bambina si accorge che il corvo è ancora vivo ed è andato nel bosco, quindi lo uccide per porre fine alle sue sofferenze e scopre un uovo. Presumendo che appartenga all'uccello, sentendosi in colpa per quanto accaduto, Tinja lo porta a casa per prendersene cura e l'uovo cresce gradualmente di dimensioni. 
La ragazza fatica notevolmente agli allenamenti e scopre che la madre ha una tresca amorosa con un altro uomo, di nome Tero. Reetta, una nuova vicina della famiglia di Tinja, rivela a sua volta un grande talento per la ginnastica; ciò porta la madre a fare pressione a Tinja affinché si eserciti maggiormente, finché la ragazza non si trova la mano sanguinante e piena di vesciche.
Poco tempo dopo, l'uovo si schiude in una strana creatura scheletrica che ricorda un uccellino. La creatura scappa attraverso la finestra, ma ritorna quella notte perché ferita da un frammento di vetro. Tinja la cura (irritando inconsapevolmente Matias in quanto gli impedisce di andare in bagno) e la chiama Alli, facendola dormire nel suo stesso letto. Nella notte, la ragazza viene infastidita dall'abbaiare del cane di Reeta e sogna di andare nella casa accanto. La mattina dopo, al risveglio, scopre che Alli le ha portato il corpo del cane senza testa; vomita dal disgusto e Alli si nutre dell'emetico come fanno gli uccellini. Tinja nasconde Alli nell'armadio e seppellisce la testa del cane nell'aiuola, ma Matias la vede.
A scuola, Tinja e Reetta iniziano a fare amicizia. La sera, la madre dà una spazzola a Tinja e nulla a Matias il quale, per ripicca, dissotterra la testa del cane incolpando la sorella. Dopodiché, Matis entra nella stanza di Tinja con indosso una maschera per scoprire cosa la ragazza nasconda sotto il letto e Alli si spaventa nel vedere il bambino; in contemporanea, Tinja ha una sorta di crisi epilettica, dando prova di essere psichicamente legata alla creatura. La madre controlla la stanza della figlia e trova il suo vestito da competizione mutilato. Tinja nutre Alli mangiando e rigurgitando del becchime e nota che alla creatura stanno crescendo i capelli. Successivamente, Alli esplora la casa e spaventa Matias e la madre, che quasi la attacca con un coltello. Matias ritiene che Tinja sia un mostro, ma la madre liquida le accuse.
Il giorno seguente, la madre è delusa quando Reetta ottiene il posto per una competizione al posto della figlia. Percependo l'infelicità di Tinja, Alli esce dall'armadio in cui è rinchiusa e aggredisce brutalmente Reetta, provocando un'altra crisi a Tinja. La creatura perde il becco, cominciando ad assomigliare sempre di più a Tinja. Quest'ultima fa visita a Reetta e resta inorridita dalla gravità delle sue ferite; inoltre, Reetta nel vederlo si terrorizza, spingendola a fuggire. Tinja torna a casa e si schiaffeggia da sola nel tentativo di fare del male ad Alli, ma la creatura la conforta. Il giorno seguente, Alli è diventata quasi completamente umana tranne per gli occhi.
Tinja ottiene il posto nella competizione al posto di Reetta, quindi la madre propone alla figlia di rimanere con lei a casa di Tero per alleviare lo stress pre-gara. Il padre rivela di sapere che la moglie lo tradisce ma di rispettare la sua decisione, nonostante sembri infelice. A casa di Tero (vedovo con un figlio di nome Helmi), Tinja si trova molto bene in quanto Tero non ha l'ossessione per il controllo di sua madre; tuttavia, dopo aver sorpreso Tinja mentre nutre Alli, quest'ultima attacca l'uomo ferendolo alla mano. Tero decide comunque di non dire nulla ai genitori di Tinja, rendendosi conto che la ragazza è costretta a competere e fare ginnastica dalla madre. Tinja si ingelosisce nel vedere il rapporto creatosi tra la madre e Helmi, poi si preoccupa che Alli possa attaccare il bambino e Tero mentre lei non c'è; cerca di convincere la madre a farli venire alla competizione, senza successo.
Alla gara, Tinja si fa male volontariamente per impedire ad Alli di uccidere Helmi con un'ascia. Tero assiste all'attacco di Alli e caccia Tinja e sua madre di casa dicendo che la ragazza ha seri problemi. In auto, la madre ha un violento attacco isterico durante il quale si ferisce sbattendo la testa contro il volante e accusa la figlia di aver distrutto la sua felicità. A casa, il padre non si preoccupa dell'aspetto malconcio della moglie in quanto è contento che sia tornata, mentre Matias gongola per la sconfitta di Tinja alla gara. Tinja cerca di impedire ad Alli di rientrare nella sua camera, senza successo. Più tardi, la madre trova Alli nell'armadio e, pensando che sia la figlia, le spazzola i capelli con forza eccessiva, fino a strapparle brutalmente una ciocca. La creatura aggredisce la donna, ma viene messa in fuga dall'arrivo di Tinja.
Tinja spiega alla madre di Alli e iniziano insieme a dare la caccia alla creatura. La madre pugnala Alli a una gamba e così facendo ferisce anche la figlia; quest'ultima prova a difendere Alli sostenendo di essersi presa cura di lei e, quando la donna attacca comunque la creatura, si frappone tra loro, venendo pugnalata e morendo. Il suo sangue entra in bocca alla creatura, che completa la sua trasformazione in essere umano e chiama la madre come propria.

## Produzione

### Sviluppo
La regista Hanna Bergholm ha iniziato a selezionare il cast intorno al 2018. Il ruolo più impegnativo da occupare è stato quello di Tinja, in quanto l'attrice designata avrebbe dovuto interpretare il doppio ruolo di Tinja e Alli.

### Effetti speciali
Per l'aspetto iniziale della creatura è stato utilizzato un burattino animatronico, creato dal principale designer Gustav Hoegen e dalla sua squadra; mano a mano che il mostro assume un aspetto umano, viene interpretato da diversi attori. Il trucco degli effetti speciali è dell'artista degli effetti nominato all'Oscar Conor O'Sullivan.

## Distribuzione
Nel giugno 2020, IFC Midnight ha acquisito i diritti di distribuzione. Il piano originale era di proiettare il film per la prima volta a un importante festival internazionale nel 2022 e poi distribuirlo nei cinema e nelle piattaforme. È stato presentato in anteprima al Sundance Film Festival 2022 il 23 gennaio 2022.
Un trailer è stato distribuito nel febbraio 2021, con riscontri positivi. Il film ha ricevuto un'uscita limitata nelle sale il 29 aprile 2022, prima di essere distribuito in streaming una settimana dopo, il 6 maggio.

## Accoglienza
Sul sito web di recensioni Rotten Tomatoes il film ha un indice di recensioni positive del 91%.